# Supreme Features
Supreme Features foi uma companhia cinematográfica estadunidense que produziu filmes entre 1931 e 1932, e era presidida por Alfred T. Mannon.

## Histórico
No período entre 1931 e 1932, a Weiss Brothers Artclass Pictures Corporation fez um acordo com a Supreme Features, produzindo com a companhia alguns filmes, creditados pela Supreme Features, porém sob a produção de Louis Weiss e a apresentação de Mannon. Posteriormente Mannon fundou a Resolute Pictures Corporation, datada de 1934.

## Filmografia
- The Night Rider (1932)
- They Never Come Back (1932)
- Border Devils (1932)
- Cross-Examination (1932)
- Cavalier of the West (1931)
- Convicted (1931) [5]
- Night Life in Reno (1931)